# Julius Tempeltey
Friedrich Julius Tempeltey  (* 7. Februar (andere Quellen 2. Juli) 1802 in Berlin; † 31. Juli 1870 ebenda) war ein deutscher Maler und Lithograf.

## Leben
Tempeltey war der Sohn des Zimmermalers Johann Friedrich Tempeltey. Er studierte schon mit 14 Jahren seit Oktober 1816 bis in die 1820er Jahre an der Akademie der Künste in Berlin. Zunächst arbeitete er bei seinem Vater und wurde Zeichenlehrer am Friedrichwerdersches Gymnasium in Berlin. Nach 12 Jahren gab er diese Arbeit auf, um sich verstärkt der Reproduktion von Gemälden und Zeichnungen widmen zu können. Seit 1822 beteiligt er sich an den Ausstellungen der Berliner Akademie mit Zeichnungen und Steindrucken. 1844 wurde er Mitglied der Berliner Akademie.
Neben der Landschaftsmalerei zeichnete er Stadtansichten und spezialisierte sich auf die Lithografie, die er auch nach Vorlagen anderer Künstler seiner Zeit anfertigte, beispielsweise nach Anton von Lowtzow. Von ihm stammen Muster- und Lehrbücher und -hefte zu dieser Malerei, in denen die Entstehung der Arbeit vom Umriss bis zur Ausführung dokumentiert wurde. Bekannt ist ein Miniatur-Album zu Berlin sowie 30 Lithographien nach Zeichnungen von Lowtzow  von Bremen und Bremerhaven, die der Kunst- und Tapetenhändler H. L. J. Kraus 1852 in Bremen drucken ließ. 1853 entstand von ihm die Lithografie des Erinnerungsblattes von Bremerhaven nach Zeichnungen von Friedrich August Borchel.
Er war mit Henriette Emilie Luise Felisch verheiratet; ihr Sohn Oscar Tempeltey wurde ebenfalls Maler.